# 덕동국민학교 초도분교
덕동국민학교 초도분교는 대한민국 전라남도 완도군 고금면 덕동리 산 170에 있었던 국민학교 분교이다.

## 연혁
- 일자미상 덕동국민학교 초도분교 설립 인가
- 1960년 4월 1일 초도분교장 개교
- 1967년 4월 1일 도서벽지학교 '을'급 지정
- 1986년 1월 1일 도서벽지학교 '나'급 조정
- 1991년 6월 19일 폐교 및 고금국민학교 통폐합